# Курган Слави (Нова Одеса)
Курган Слави — пам'ятник у місті Нова Одеса Миколаївської області. Символічна могила воїнів, що загинули у Другу світову війну в боях за визволення міста Нова Одеса та під час форсування річки Південний Буг.
Меморіальний комплекс являє собою земляний пагорб висотою 23 метри, на верхівці якого встановлена символічна фігура воїна з неіржавної сталі.

## Створення
Курган закладено у 1974 році на місці, де під час Другої світової війни відбувалися запеклі бої. Тут само відбувалося криваве форсування річки Південний Буг – частини операції з визволення Миколаєва.
Курган висотою в 23 метри насипали землею з Кашперівського кар'єру, разом з тим людьми символічно додавалася земля з братських могил інших сел. Сумарно на курган була завезена земля із 645 братських могил Миколаївщини.
Для створення багатометрової скульптури бул розроблено 12 ескізних проєктів, серед яких було обрано найбільш вдалий: скульптура солдата, подана до бою, йде врозріз з більшістю інших меморіальних споруд, присвячених жертвам Другої світової війни. На відміну від них, скульптура зображає продовження бою, а не мовчазну скорботу за загиблими.
Автор пам'ятника – Юрій Андрійович Макушин у співавторстві з Інною Вікторівною Макушиною. Монумент формували в Миколаєві, там само відлили у гіпсі. Разом з Макушиними працювали архітектори В. Бутаков, А. Кавун, інженери і робочі заводів «Океан», Миколаївського суднобудівного заводу, Чорноморського суднобудівного заводу і південного турбінного заводу «Зоря».
Конструкції для монтажу виготовялися за кресленнями конструктора Г. Метта і розрахункам інженера-конструктора В. Горового. На кургані роботами керував головний будівельник С. В. Козіол.
Після відлиття скульптури з неіржавної сталі на заводі «Океан» постала проблема: скульптуру неможливо було транспортувати автомобільним шляхом. Висота монумента не давала можливості проїхати під низько звисаючими електричними дротами міста, тому її доставляли баржами по воді до Нової Одеси, де від берега танковими тягачами на спеціально виготовлених полозьях довезли до курагана і встановили на сталевій рамі, яку залили бетоном.

## Відкриття пам'ятника
Офіційне відкриття пам'ятника відбулося 8 травня 1975 року.

## Галерея

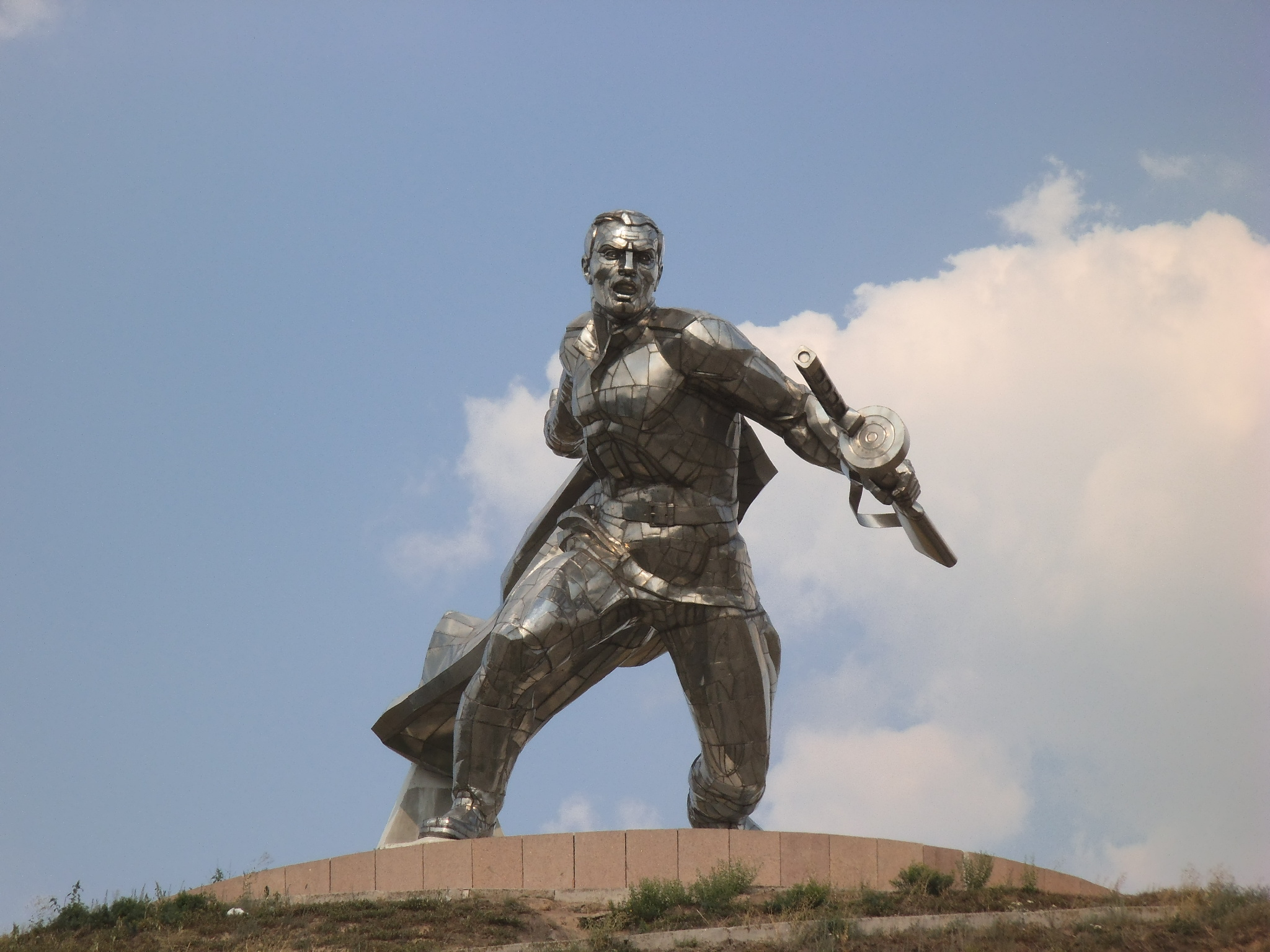
Лицьова сторона
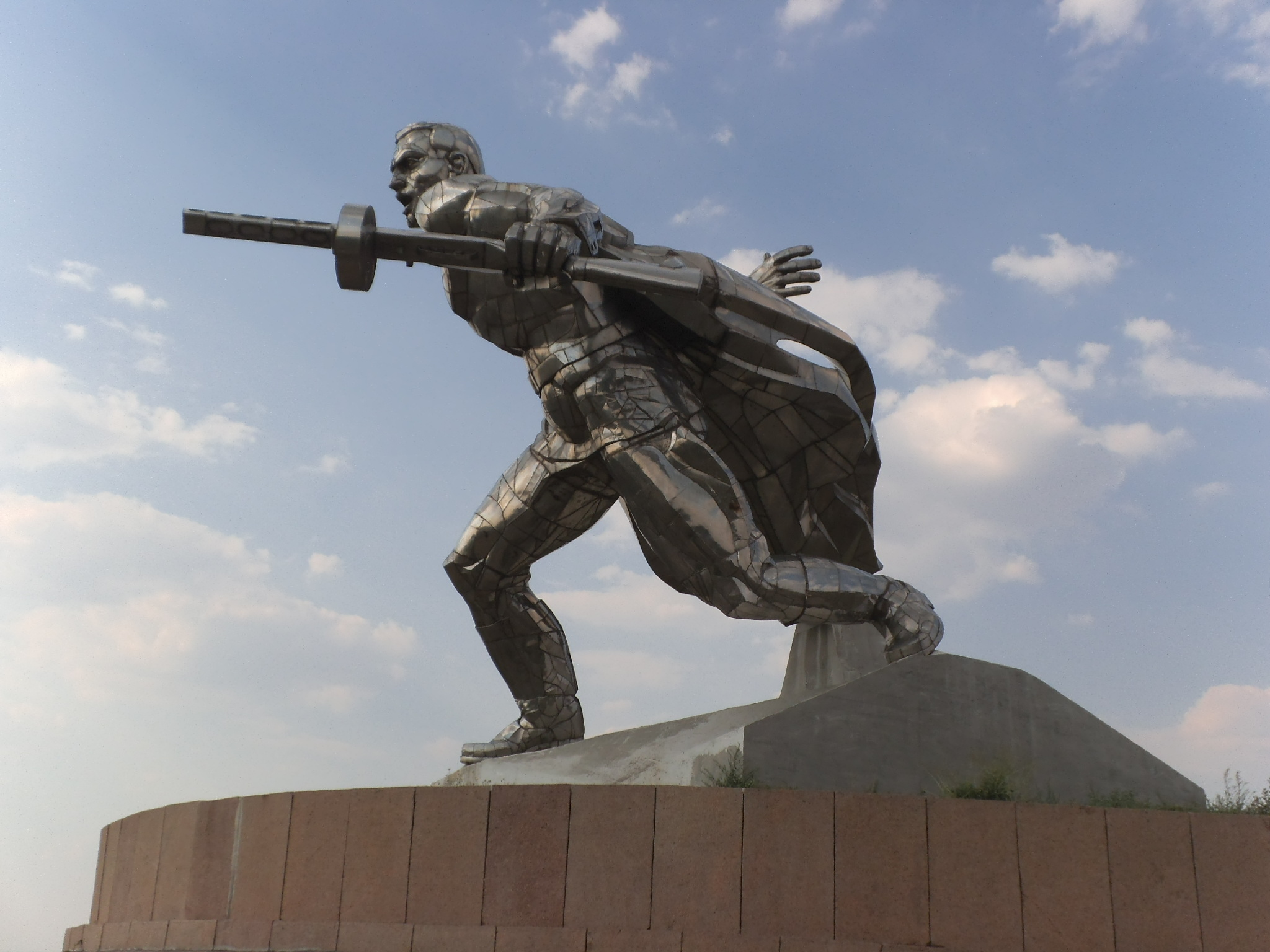
Лівий бік монумента